# 1. československá fotbalová liga 1968/1969
1. československou ligu v sezóně 1968 – 1969 vyhrál Spartak Trnava.

## Tabulka ligy
| Poř. | Tým                   | Z  | V  | R  | P  | VG | OG | B  |
| ---- | --------------------- | -- | -- | -- | -- | -- | -- | -- |
| 1.   | Spartak Trnava        | 26 | 17 | 5  | 4  | 50 | 21 | 39 |
| 2.   | Slovan Bratislava     | 26 | 12 | 10 | 4  | 35 | 18 | 34 |
| 3.   | Sparta Praha          | 26 | 12 | 5  | 9  | 36 | 27 | 29 |
| 4.   | Inter Bratislava      | 26 | 8  | 10 | 8  | 35 | 26 | 26 |
| 5.   | Dukla Praha           | 26 | 10 | 5  | 11 | 52 | 37 | 25 |
| 6.   | Jednota Trenčín       | 26 | 9  | 7  | 10 | 35 | 35 | 25 |
| 7.   | ZVL Žilina            | 26 | 9  | 7  | 10 | 29 | 38 | 25 |
| 8.   | VSS Košice            | 26 | 10 | 4  | 12 | 32 | 28 | 24 |
| 9.   | Baník Ostrava         | 26 | 8  | 8  | 10 | 22 | 37 | 24 |
| 10.  | TJ Lokomotíva Košice  | 26 | 9  | 6  | 11 | 23 | 39 | 24 |
| 11.  | Slavia Praha          | 26 | 10 | 3  | 13 | 26 | 37 | 23 |
| 12.  | Sklo Union Teplice    | 26 | 9  | 4  | 13 | 34 | 40 | 22 |
| 13.  | Dukla Banská Bystrica | 26 | 10 | 3  | 13 | 39 | 41 | 21 |
| 14.  | VCHZ Pardubice        | 26 | 7  | 7  | 12 | 23 | 47 | 21 |

## Soupisky mužstev

### Spartak Trnava
Josef Geryk (13/0/2),
František Kozinka (13/0/5),
Jaroslav Macháč (4/0/3) –
Jozef Adamec (22/6),
Vlastimil Bôžik (5/0),
Karol Dobiaš (22/2),
Alojz Fandel (8/0),
Adam Farkaš (23/13),
Vladimír Glonek (2/0),
Vladimír Hagara (25/1),
Anton Hrušecký (25/4),
Stanislav Jarábek (22/1),
Dušan Kabát (23/3),
Peter Koštial (3/2),
Jaroslav Kravárik (2/0),
Ladislav Kuna (26/6),
Kamil Majerník (26/2),
Stanislav Martinkovič (23/6),
Valerián Švec (19/3),
Vojtech Varadin (9/0) –
trenér Ján Hucko

### Slovan Bratislava
Alexander Vencel (26/0/14) –
Bohumil Bizoň (12/1),
Ľudovít Cvetler (24/2),
Ján Čapkovič (24/7),
Jozef Čapkovič (22/4),
Jozef Fillo (11/0),
Jozef Határ (11/0),
Dušan Hlavenka (1/0),
Alexander Horváth (26/1),
Ivan Hrdlička (25/5),
Vladimír Hrivnák (22/0),
Karol Jokl (19/5),
Ladislav Móder (24/8),
Peter Mutkovič (8/0),
Ján Popluhár (9/0),
Milan Sokol (5/0),
Ján Zlocha (23/0),
Ľudovít Zlocha (15/0) –
trenér Michal Vičan

### Sparta Praha
Pavel Kouba (12/0/3),
Antonín Kramerius (14/0/7) –
Jaroslav Bartoň (2/1),
Josef Bouška (17/8),
Svatopluk Bouška (19/0),
Pavel Dyba (9/0),
Pavol Hudcovský (1/0),
František Chovanec (22/1),
Josef Jurkanin (23/2),
Eduard Kessel (2/0),
Andrej Kvašňák (24/5),
Václav Mašek (19/6),
Václav Migas (20/0),
Ivan Mráz (10/3),
Jiří Rosický (1/0),
Tibor Semenďák (23/0),
Vladimír Táborský (25/1),
Jan Tenner (11/0),
Jiří Tichý (3/0),
Oldřich Urban (2/0),
Josef Vejvoda (2/0),
Bohumil Veselý (26/5),
Ivan Voborník (4/1),
Karel Vojáček (2/0),
Václav Vrána (22/3) –
trenér Václav Ježek

### Inter Bratislava
Peter Fülle (12/0/2),
Justín Javorek (11/0/5),
Lóránt Majthényi (4/0/2) –
Alexander Bínovský (19/0),
Ivan Daňo (21/0),
Ottmar Deutsch (26/0),
Eduard Gáborík (5/0),
Milan Hrica (22/0),
Jozef Jurčo (12/0),
Vladimír Kondrlík (12/0),
Mikuláš Krnáč (22/8),
Jozef Levický (26/6),
Michal Medviď (19/1),
Anton Obložinský (22/4),
Ján Ondrášek (24/4),
Ján Polakovič (6/0),
Ján Sladkovský (1/0),
Juraj Szikora (24/11),
Peter Šolin (20/0),
Vladimír Weiss (6/0) –
trenér Ladislav Kačáni

### Dukla Praha
Karel Studený (5/0/2),
Ivo Viktor (21/0/7) –
Jaroslav Bendl (23/0),
Jan Brumovský (20/0),
Jiří Čadek (11/0),
Miroslav Čmarada (18/0),
Milan Dvořák (21/0),
Ján Geleta (25/5),
Milan Hudec (22/12),
Jozef Jarabinský (5/1),
František Knebort (2/0),
Vladimír Kocourek (4/1),
Jan Kopenec (2/1),
Viliam Laššo (13/4),
Josef Nedorost (23/7),
Ivan Novák (23/1),
Václav Samek (6/0),
Jiří Svoboda (1/0),
Stanislav Štrunc (23/17),
Jozef Tománek (7/1),
Josef Vacenovský (20/0),
Miroslav Vojkůvka (20/0) –
trenéři Bohumil Musil (1.–22. kolo) a Václav Pavlis (23.–26. kolo)

### Jednota Trenčín
Vojtech Oravec (14/0/4),
Tibor Rihošek (16/0/3),
Štefan Šimončič (1/0/1) –
Milan Albrecht (25/7),
Dušan Bartovič (20/1),
Stanislav Benca (11/0),
Pavol Bencz (12/2),
Miroslav Čemez (20/1),
Milan Hochel (6/0),
Štefan Hojsík (25/6),
Emil Jankech (2/0),
Michal Janovský (16/0),
Vojtech Masný (26/7),
Vladimír Mojžiš (24/1),
Alexander Nagy (26/7),
Milan Navrátil (20/3),
Jozef Petrík (5/0),
Anton Pokorný (26/0),
Juraj Řádek (2/0),
Ferdinand Schwarz (16/0),
František Urvay (13/0) –
trenér Tibor Michalík (1.–25. kolo) a Karol Borhy (26. kolo)

### ZVL Žilina
František Plach (11/0/2),
František Smak (20/0/7) –
Pavol Bencz (13/10),
Milan Ďubek (10/0),
Eduard Gáborík (13/1),
Jozef Gargulák (15/0),
Pavol Chladný (1/0),
Dušan Chlapík (11/0),
Tibor Chobot (3/0),
Ján Kirth (26/0),
Marián Kozinka (21/0),
Miroslav Kráľ (23/2),
Zdeno Kúdelka (13/1),
Štefan Kuchár (17/0),
Ladislav Nagy (1/0),
Štefan Pažický (22/3),
Anton Pilka (4/0),
Rudolf Podolák (22/1),
Štefan Slezák (13/7),
Anton Srbecký (9/1),
Milan Staškovan (18/0),
Jozef Štolfa (12/0),
Tibor Takács (8/0),
Jozef Zigo (26/3) –
trenér Arnošt Hložek

### VSS Košice
Anton Švajlen (26/0/8) –
Jozef Bomba (18/0),
Jaroslav Boroš (19/3),
Gejza Csákvári (3/0),
Andrej Daňko (26/6),
Jozef Desiatnik (23/0),
Vladimír Harman (2/0),
František Hoholko (20/0),
Matej Jacina (18/0),
Václav Jutka (5/0),
Július Kišiday (1/0),
Juraj Kiš (7/0),
František Lechman (1/0),
Michal Pavlík (6/0),
Ján Pivarník (26/1),
Jaroslav Pollák (26/0),
Ľudovít Széles (11/0),
Adolf Scherer (12/6),
Ján Strausz (25/12),
Juraj Šomoši (23/4),
Gerhard Tokár (3/0) –
trenér Štefan Jačiansky

### Baník Ostrava
Zdeněk Mandík (1/0/0),
Vladimír Mokrohajský (4/0/1),
Josef Plesinger (1/0/0),
František Schmucker (21/0/9) –
Alfréd Barsch (9/0),
Valerián Bartalský (22/4),
Erich Duda (6/0),
Rudolf Gužík (1/0),
Jozef Haspra (3/0),
Karel Herot (24/0),
Karel Jünger (23/2),
Jiří Klement (5/1),
Jan Kniezek (23/0),
Josef Kolečko (18/1),
Tomáš Mazaník (7/1),
Miroslav Mička (21/4),
Ladislav Michalík (22/3),
Anton Ondák (16/1),
Bohumil Píšek (11/0),
Milan Poštulka (24/5),
Rostislav Sionko (4/0),
Václav Štverka (3/0),
Drahomír Tomis (4/0),
Jiří Večerek (20/0),
Karel Weiss (25/0),
Milan Žitník (1/0) –
trenér Oldřich Šubrt

### Lokomotíva Košice
Anton Flešár (23/0/10),
Július Holeš (3/0/0) –
Štefan Gyurek (16/0),
František Hájek (24/0),
Vladimír Hric (23/1),
Ondrej Ištók (22/0),
Ondrej Knap (24/1),
Ján Luža (20/4),
Jozef Móder (26/5),
Milan Mravec (22/4),
Pavol Mycio (2/0),
Pavol Ondo (24/4),
Rudolf Pšurný (12/0),
Štefan Šándor (5/0),
Ján Šlosiarik (25/1),
František Šnýr (22/3),
Milan Urban (19/0) –
trenér Milan Moravec

### Slavia Praha
Miroslav Stárek (10/0/6),
Jiří Vošta (16/0/5) –
Jean-Claude Barták (1/0),
Emil Hamar (11/4),
Dušan Herda (9/1),
Jiří Hildebrandt (11/0),
Julius Kantor (12/2),
František Knebort (6/0),
Karel Knesl (17/1),
Zdeněk Konečný (17/0),
Ivan Kopecký (24/1),
Jaroslav Kravárik (11/6),
Jan Lála (4/0),
Josef Linhart (22/0),
Štefan Lukáč (7/1),
Karel Nepomucký (23/5),
Bohumil Smolík (26/0),
Jaroslav Šimek (18/1),
Bedřich Tesař (23/0),
Miloš Tolar (9/0),
František Veselý (24/2),
Jaroslav Votava (1/0),
Miloslav Ziegler (9/0) –
trenéři František Havránek (1.–6. kolo) a Jiří Nedvídek (7.–26. kolo)

### Sklo Union Teplice
Václav Kameník (16/0/5),
Jiří Sedláček (13/0/2) –
Ladislav Bártík (7/3),
Přemysl Bičovský (25/1),
Ján Gomola (25/4),
František Jelínek (5/0),
František Jílek (25/6),
Julius Kantor (4/1),
Josef Myslivec (26/0),
Jiří Novák (24/2),
Jiří Setínský (25/0),
Rudolf Smetana (26/2),
Emil Stibor (21/0),
Pavel Stratil (23/14),
Ivan Študent (9/0),
František Vítů (16/0),
Jaroslav Vojta (7/0),
Vladimír Žalud (11/0),
Karel Ženíšek (4/0),
František Žůrek (6/0) –
trenér Antonín Rýgr

### Dukla Banská Bystrica
Anton Búrik (24/0/6),
Lóránt Majthényi (2/0/0),
Pavol Ondík (1/0/0) –
Mikuláš Czingel (24/0),
Pavol Daučík (26/0),
Imrich Deák (15/0),
Miroslav Chovan (22/0),
Dušan Janíček (2/0),
Štefan Jutka (20/0),
Milan Kollár (12/0),
Jaroslav Masrna (1/0),
Rudolf Mažgut (10/0),
Ján Medviď (23/5),
Jaroslav Melichar (2/0),
Ladislav Petráš (21/20),
Jozef Petrovič (25/4),
Albert Rusnák (15/2),
Štefan Šarišský (18/6),
Anton Škorupa (25/1),
Imrich Šporka (1/0),
Jozef Štepánek (7/0),
Jozef Tománek (9/0),
Marián Vodecký (10/1),
Ondrej Zajac (3/0) –
trenéři František Jiras (1.–22. kolo) a Ľubor Škvarenina (23.–26. kolo)

### VCHZ Pardubice
Josef Čaloun (14/0/2),
Luboš Liška (16/0/5) –
František Bukač (18/0),
František Cipro (23/1),
Zdeněk Černík (8/0),
Jaroslav Filip (1/0),
Ján Hojsík (15/1),
Miroslav Jirousek (24/3),
Vladimír Kára (24/6),
Josef Kořínek (23/2),
Štefan Lazar (26/1),
Jan Mareš (15/1),
Jaromír Možíš (19/1),
Ladislav Pokorný (1/0),
Ladislav Procházka (24/1),
Jan Šáral (4/1),
František Šindelář (21/0),
Václav Tichý (18/0),
Josef Veverka (21/4) –
trenér Václav Provazník